# Emilia Pérez
Emilia Pérez és una pel·lícula musical de comèdia policial francesa en castellà del 2024 escrita i dirigida per Jacques Audiard. La producció francesa es basa en el llibret d'Audiard del mateix nom, que al seu torn va ser una adaptació lliure de la novel·la Écoute de Boris Razon del 2018. És protagonitzada per Zoe Saldaña, Karla Sofía Gascón, Selena Gomez, Adriana Paz, Mark Ivanir, i Édgar Ramírez, i tracta d'un temut líder del càrtel mexicà (Gascón) que recluta una advocada (Saldaña) per ajudar-la a desaparèixer i aconseguir el seu somni de transició a dona. Les seves cançons originals van ser escrites per Camille, mentre que la seva banda sonora original va ser proporcionada per Clément Ducol. Les seccions coreogràfiques de la pel·lícula estan dissenyades per Damien Jalet. S'ha subtitulat al català.
La pel·lícula es va estrenar el 18 de maig de 2024 al 77è Festival Internacional de Cinema de Canes, i va ser seleccionada per competir per la Palma d'Or a la seva secció principal de competició, on va guanyar el Premi del Jurat i el seu conjunt femení van guanyar col·lectivament el Premi a la millor actriu. Va ser estrenada al cinema per Pathé el 21 d'agost de 2024 amb crítiques positives. Es va convertir en la segona pel·lícula més nominada a la història dels Globus d'Or, amb 10 nominacions als Globus d'Or del 2025, inclòs el Globus d'Or a la millor actriu musical o còmica, convertint-se en la primera pel·lícula en llengua no anglesa nominada. Gascón també es va convertir en la primera dona transgènere a ser nominada a la categoria a la millor actriu en una pel·lícula musical o comèdia. A més, va ser nomenada una de les 10 millors pel·lícules del 2024 per l'American Film Institute. La pel·lícula també va ser seleccionada com a entrada francesa al Millor pel·lícula internacional als Premis Oscar de 2024.

## Argument
Rita Mora Castro, una advocada poc apreciada a Mèxic, escriu la defensa d'un cas d'assassinat que involucra l'esposa d'una figura destacada dels mitjans de comunicació, que va en contra de la seva consciència per argumentar la mort com un suïcidi ("El alegato"). Després de guanyar el cas, la Rita rep una trucada anònima amb una misteriosa oferta lucrativa. Reflexionant sobre el seu descontentament, la Rita accepta una reunió ("Todo y nada"). El client, que es revela com el cap del cartell Juan "Manitas" Del Monte, expressa el desig de sotmetre's encobert a una cirurgia d'afirmació de gènere, començant una vida nova i autèntica ("El encuentro").
Després de reunir-se amb metges a Bangkok ("La vaginoplastia") i Tel Aviv ("Lady"), Rita troba un cirurgià que accepta realitzar el procediment després d'escoltar els records de Manitas sobre la disfòria de gènere durant la infància ("Deseo"). Després del procediment, els fills i la dona de Manitas, Jessi, són traslladats a Suïssa per la seva seguretat; La Rita rep una suma de diners desorbitada, mentre que Manitas escenifica una mort falsa i comença una nova vida com Emilia Pérez.
Quatre anys després a Londres, la Rita es troba amb l'Emília, que vol retrobar-se amb els seus fills ("Por casualidad"). La Rita porta la Jessi i els nens a la Ciutat de Mèxic per viure amb l'Emília, presentant-la com una cosina llunyana de Manitas que s'ha ofert voluntària per ajudar a criar els nens. Jessi no reconeix l'Emilia i s'oposa a l'acord, finalment només accepta tornar a Mèxic per retrobar-se amb Gustavo Brun, un passat amant amb qui va tenir una aventura durant els darrers anys del seu matrimoni ("Bienvenida").
Adaptant-se a la seva nova vida a Mèxic, la Rita i l'Emília tenen una trobada casual amb la mare d'un nen desaparegut, la qual cosa fa que Emilia reflexioni sobre el seu passat criminal ("Mis siete hermanos y yo"). Més tard, l'Emilia posa el seu fill al llit, i ell confessa que encara reconeix la seva olor ("Papá"). Lamentada, Emilia utilitza les seves connexions amb membres del càrtel empresonats per crear una organització sense ànim de lucre que identifiqui els cossos de les víctimes del càrtel ("Para"). La Rita i l'Emília col·laboren per fer créixer l'entitat sense ànim de lucre i captar donants, alguns dels quals, assenyala la Rita, són perillosos i corruptes ("El mal"). Epifanía, una dona de la qual les restes del marit abusador van ser identificades per l'organització sense ànim de lucre, es reuneix amb Emilia per confirmar la seva mort, i ambdues després inicien una relació ("El amor").
Mentrestant, Jessi continua reactivant la seva relació amb Gustavo ("Mi camino") i revela a l'Emília que els dos planegen casar-se i traslladar la família a una nova llar. Quan Emilia es refereix als nens com a "meus" i es torna físicament agressiva, Jessi fuig amb els nens. Després que l'Emilia li talli la prestació a la Jessi i amenaci en Gustavo de marxar de Mèxic, Jessi i Gustavo segresten Emilia i demanen el rescat a la Rita. En arribar al lloc designat, la Rita intenta negociar amb Gustavo, però es produeix un tiroteig amb l'equip de seguretat que la Rita ha emprat i ha portat per rescatar l'Emilia. L'Emilia finalment revela la seva veritable identitat a Jessi explicant detalls íntims de la seva primera reunió i el dia del seu casament ("Perdóname"). Gustavo i una Jessi confusa carreguen l'Emilia al maleter i se'n van, però a mesura que la Jessi s'adona lentament del que ha passat, es torna culpable i ordena a Gustavo que s'aturi, subjectant-lo a punta de pistola. Mentre els dos lluiten per l'arma, el cotxe surt de la carretera, matant a Gustavo, Jessi i Emilia.
La Rita, entre llàgrimes, informa els fills de la Jessi del que ha passat i s'ofereix a ser la seva tutora. Epifanía marxa al carrer cantant l'elogi d'Emília i celebrant la seva lluita per la veritat i la llibertat ("Las damas que pasan").

## Repartiment
- Zoe Saldaña com a Rita Mora Castro, una advocada
- Karla Sofía Gascón com a Emilia Pérez / Juan "Manitas" Del Monte, cap de cartell que expressa el desig de sotmetre's encobert a una cirurgia d'afirmació de gènere[7]
- Selena Gomez com a Jessi Del Monte, l'esposa de Manitas criada als Estats Units i mare dels seus fills[8]
- Adriana Paz com a Epifanía Flores
- Édgar Ramírez com a Gustavo Brun
- Mark Ivanir com a Dr. Wasserman, el metge que va realitzar una cirurgia de reassignació de gènere a Manitas

## Producció

### Desenvolupament

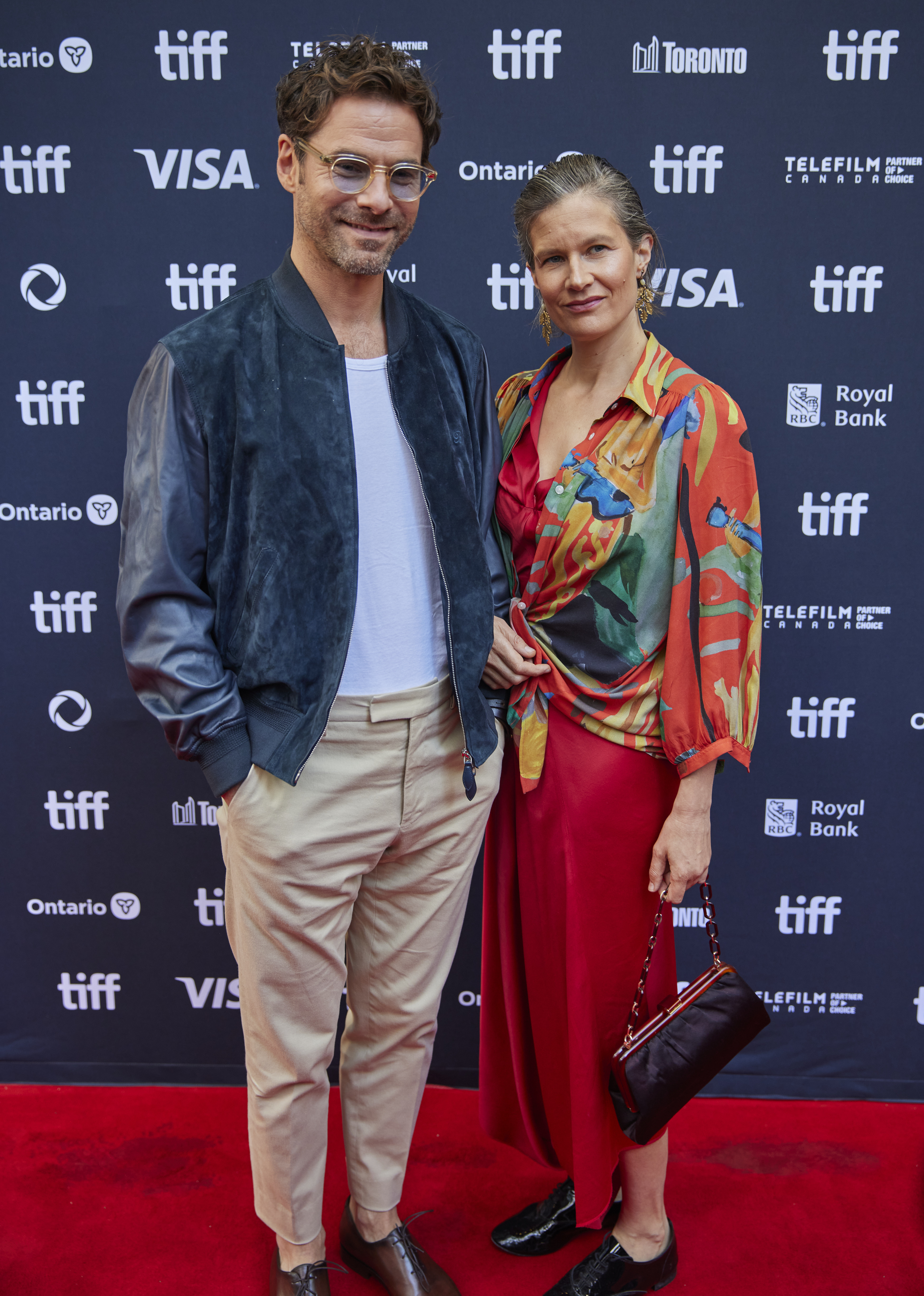
Els compositors Clément Ducol i Camille Dalmais al Festival Internacional de Cinema de Toronto 2024

El gener de 2022, Télérama va llançar un programa de cinc capítols que cobria amb detall el procés de preproducció d'Audiard. Audiard va desenvolupar el guió a partir del que inicialment havia de ser un llibret en quatre actes. El personatge principal es va inspirar en un capítol de la novel·la de 2018 de Boris Razon Écoute. Emilia Pérez és la primera vegada que Audiard escriu una pel·lícula en solitari. El coescriptor anterior Thomas Bidegain fa de col·laborador creatiu.
Clément Ducol va compondre la banda sonora original, mentre que la cantant francesa Camille va escriure les cançons originals, amb l'ajuda d'un traductor mexicà, i va actuar a la demo. Damien Jalet va coreografiar les seqüències musicals. Anthony Vaccarello, de la casa de moda Yves Saint Laurent, va crear el vestuari.

### Rodatge
La producció havia de començar inicialment a la tardor del 2022, però es va retardar sis mesos a causa de diferents conflictes de programació amb els membres del repartiment. Originalment estava previst que tingués lloc a Mèxic, però es va traslladar a un estudi prop de París, d'acord amb els desitjos d'Audiard. Les escenes interiors incloïen una reconstrucció d'un "autèntic teló de fons mexicà". Audiard va afirmar que l'entorn de l'estudi li donaria la possibilitat de "produir més forma" i donar-li "més llibertat per a les parts que es canten i coreografien."
La fotografia principal va començar el maig de 2023 a la regió d'Illa de França, abans del wrap el 5 de juliol de 2023.
La pel·lícula està produïda per Pascal Caucheteux a través de la seva companyia Why Not Productions, i també per Audiard i Valérie Schermann a través de la seva companyia Page 114; en coproducció amb Pathé, France 2 Cinéma i Saint Laurent Productions de Vaccarello, una divisió d'Yves Saint Laurent.

## Música
La banda sonora inclou les cançons originals de la pel·lícula interpretades pels membres del repartiment Zoe Saldaña, Karla Sofia Gascón, Selena Gomez, Mark Ivanir, Adriana Paz i altres, així com la partitura original composta per Clément Ducol i Camille. La banda sonora es va publicar per primera vegada digitalment el 31 d'octubre de 2024 per Sony Masterworks. Va ser un EP amb una selecció de cinc cançons de la banda sonora: "El Alegato", "Para", "Papá", "El Mal" i "Las Damas que Pasan". publicat el 5 de setembre de 2024.

## Estrena

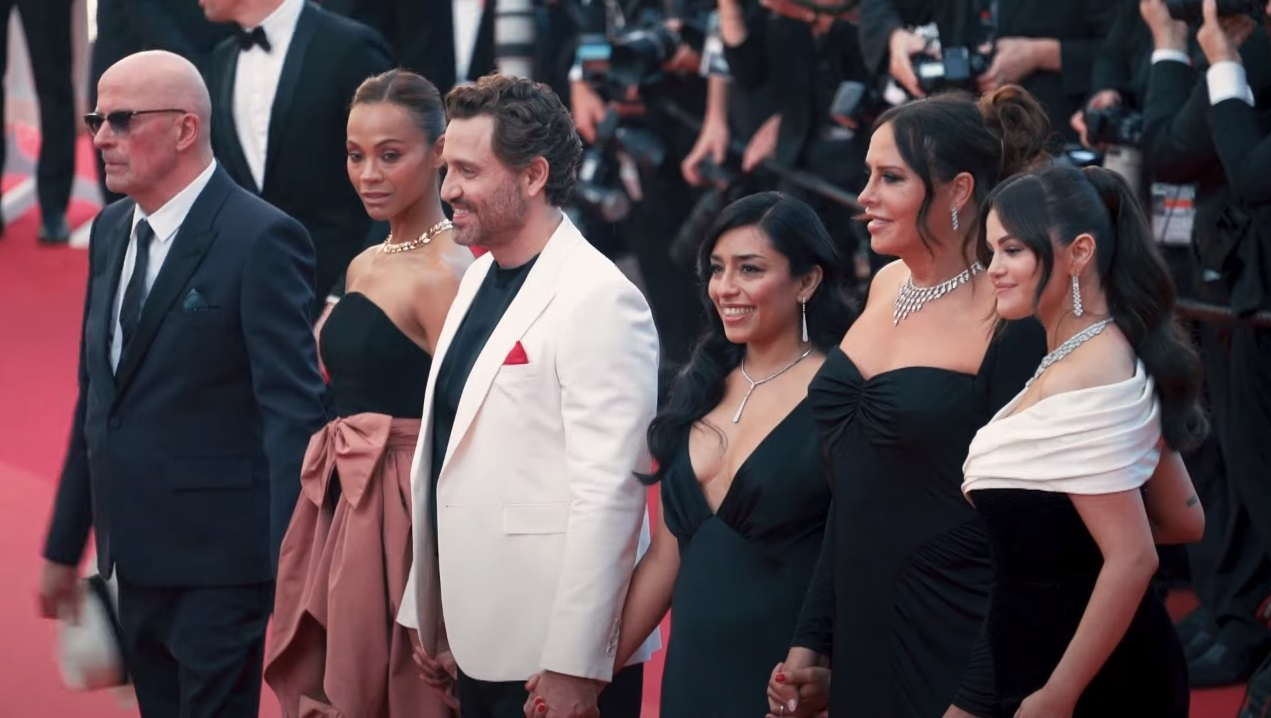
Audiard i el repartiment d’Emilia Pérez (d’esquerra a dreta: Zoe Saldaña, Édgar Ramírez, Adriana Paz, Karla Sofía Gascón, i Selena Gomez) al 77è Festival Internacional de Cinema de Canes

Emilia Pérez fou seleccionada per competir per la Palma d'Or al 77è Festival Internacional de Cinema de Canes, n es va estrenar el 18 de maig de 2024. La pel·lícula va rebre una ovació de peu amb informes que va durar nou minuts o 11 minuts.
Poc després de la seva estrena, Netflix va competir amb diversos estudis i estava en negociacions per adquirir els drets de distribució de la pel·lícula per a Amèrica del Nord i el Regne Unit per 12 milions de dòlars; l'acord finalment es va tancar en 8 milions de dòlars. La pel·lícula va ser estrenada en sales a França el 21 d'agost de 2024 per Pathé. La distribució mundial va quedar en mans de The Veterans.
La pel·lícula es va estrenar a Amèrica del Nord al 51è Festival de Cinema de Telluride. Fou projectada al Festival de Cinema Internacional de Toronto el 9 de setembre de 2024, i al Festival Internacional de Cinema de Sant Sebastià (secció 'Perlak'), i va ser seleccionat a Icons al 29è Festival Internacional de Cinema de Busan l'octubre de 2024. La pel·lícula també ha estat seleccionada per al MAMI Mumbai Film Festival 2024 a la secció World Cinema. També va obrir el 22è Festival Internacional de Cinema de Morelia l'octubre de 2024.
La pel·lícula va rebre unaestrena limitada a sales als Estats Units i al Canadà l'1 de novembre, abans d'estrenar-se a Netflix el 13 de novembre als EUA, Regne Unit i Canadà.

## Recepció

### Resposta crítica
Al lloc web de l'agregador de ressenyes Rotten Tomatoes, el 76% de les 221 crítiques són positives, amb una valoració mitjana de 6,9/10. El consens del lloc web diu: "Karla Sofía Gascón és Emilia Perez en un thriller musical fanfarró de fascinació de gènere que també és una història trans sense disculpes".Metacritic, que utilitza una mitjana ponderada, va assignar a la pel·lícula una puntuació de 71 de 100, basat en 53 crítics, indicant crítiques "generalment favorables". A AlloCiné, a pel·lícula va rebre una valoració mitjana de 4,1 sobre 5 estrelles, basada en 38 ressenyes de la crítica francesa.
Kevin Maher de The Times va puntuar la pel·lícula amb 5 estrelles sobre 5, afirmant que "aquest musical boig és una de les millors pel·lícules de l'any."
Stephanie Zacharek de Time va considerar que una pel·lícula com Emilia Pérez se sent "ferotge i gloriosa, un acte radical d'imaginació amb bondat al cor".
Manohla Dargis de The New York Times va determinar que "és l'actuació de Gascón la que centra i fonamenta la història".
Richard Brody de The New Yorker va lamentar que la pel·lícula "presenti girs i voltes que s'esgoten amb la tensió per avivar l'emoció; la pel·lícula és un viatge salvatge cap a enlloc".

### Hollywood
Els cineastes Taylor Hackford i Denis Villeneuve van nomenar la pel·lícula com una de les seves pel·lícules preferides del 2024.
James Cameron, que va treballar amb Zoe Saldaña a les pel·lícules Avatar, va elogiar la pel·lícula, titllant-la d'"audaç" i "atrevida".
Més persones de la indústria han expressat el seu amor per la pel·lícula, com Emily Blunt que va qualificar la pel·lícula "una experiència singular", Meryl Streep a elogiar la pel·lícula i l'actuació de Gómez, descrivint-la com "bella, difuminada, sensual, increïble", el cineasta mexicà Guillermo del Toro va comentar: "és tan bonic veure una pel·lícula que és cinema" i el director Michael Mann la va anomenar un "obra mestra contemporània".
Madonna, America Ferrera, Daisy Ridley, Eva Longoria, Jason Reitman, Jeremy O. Harris i més també han expressat admiració per la pel·lícula.
Els directors Paul Schrader, Maggie Betts, R.J. Cutler, Drew Goddard, Michael Gracey, Reinaldo Marcus Green i Nicole Holofcener van incloure la pel·lícula com una de les seves preferides del 2024

### Comunitat LGBT
En canvi, alguns membres de la comunitat LGBT, inclosos els crítics i les organitzacions de defensa, eren molt més crítics. Parlant per a Pop Culture Happy Hour de NPR, la crítica Reanna Cruz va dir que "semblava que el cineasta estigués pintant dones trans com a mentideres", mentre que GLAAD la va anomenar "un retrat profundament retrògrad d'una dona trans". Drew Burnett Gregory, escrivint per a Autostraddle, va preguntar "Quantes vegades les persones cis han d'aprendre sobre nosaltres abans d'un un retrat com aquest els sona tan fals com a mi?"

### Mèxic
Emilia Pérez no va tenir bona acollida al país on transcorre la ficció (Mèxic), i en què la pel·lícula es va projectar al Festival Internacional de Cinema de Morelia l'octubre de 2024. S'ha informat que el públic mexicà es va ressentir de la manca de "sensibilitat i context", així com els comentaris d'Audiard reconeixent àmpliament que no havia investigat en profunditat el context mexicà. L'actitud vehement de Gascón cap a les crítiques a la pel·lícula a les xarxes socials també va rebre una reacció inversa. Igualment, alguns mexicans es van indignar pels comentaris de la directora de càsting Carla Hool que suggerien una manca de talent local [mexicà] com a una raó per al repartiment principalment no mexicà. La descripció de l'actuació de Selena Gomez per Eugenio Derbez com "indefensable" (i de la qual després es va retractar) va polaritzar força les opinions en línia.
El director de fotografia mexicà Rodrigo Prieto va trobar que l'experiència que va trobar veient la pel·lícula era ofensiva i "completament inautèntica".
La pel·lícules s'estrenarà als cinemes mexicans el 23 de gener de 2025.

### Llistes
La revista de cinema britànica Sight and Sound va incloure la pel·lícula a la seva llista de les 50 millors pel·lícules del 2024.
El director nord-americà John Waters va col·locar la pel·lícula a la seva llista Top 10 de les millors pel·lícules del 2024.
La pel·lícula s'inclou a la llista de les 10 millors pel·lícules del 2024 de Time.
Ocupa el 8è lloc a la llista Fotogramas de les 10 millors pel·lícules del 2024
Els crítics de cinema de Deadline Hollywood Damon Wise i Stephanie Bunbury tenen la pel·lícula a cadascuna de les seves llistes de 10 millors.
Ocupa els llocs 46 i 47 a les llistes de The Guardian dels EUA i del Regne Unit, respectivament.

## Reconeixements
| Premi                                                                    | Data de cerimònia      | Categoria                                                    | Receptor(s) | Resultaat   | Ref.                        |
| ------------------------------------------------------------------------ | ---------------------- | ------------------------------------------------------------ | --- | ----------- | --------------------------- |
| Premis César                                                             | 28 de febrer de 2025   | Millor pel·lícula                                            | Emilia Pérez | Guanyadora  | [ 62 ]                      |
| Premis César                                                             | 28 de febrer de 2025   | Millor direcció                                              | Jacques Audiard | Guanyador   | [ 62 ]                      |
| Premis César                                                             | 28 de febrer de 2025   | Millor actriu                                                | Karla Sofía Gascón | Nominada    | [ 62 ]                      |
| Premis César                                                             | 28 de febrer de 2025   | Millor actriu                                                | Zoe Saldaña | Nominada    | [ 62 ]                      |
| Premis César                                                             | 28 de febrer de 2025   | Millor guio adaptat                                          | Jacques Audiard | Guanyador   | [ 62 ]                      |
| Premis César                                                             | 28 de febrer de 2025   | Millor vestuari                                              | Virginie Montel | Nominada    | [ 62 ]                      |
| Premis César                                                             | 28 de febrer de 2025   | Millor fotografia                                            | Paul Guilhaume | Guanyador   | [ 62 ]                      |
| Premis César                                                             | 28 de febrer de 2025   | Millor decorat                                               | Emmanuelle Duplay | Nominada    | [ 62 ]                      |
| Premis César                                                             | 28 de febrer de 2025   | Millor muntatge                                              | Juliette Welffling | Nominada    | [ 62 ]                      |
| Premis César                                                             | 28 de febrer de 2025   | Millor so                                                    | Erwan Kerzanet, Aymeric Devoldère, Cyril Holtz i Niels Barletta                                                             | Nominats    | [ 62 ]                      |
| Premis César                                                             | 28 de febrer de 2025   | Millors efectes visuals                                      | Cédric Fayolle | Guanyador   | [ 62 ]                      |
| Premis César                                                             | 28 de febrer de 2025   | Millor música                                                | Camille i Clément Ducol | Guanyadors  | [ 62 ]                      |
| Premis César                                                             | 28 de febrer de 2025   | César dels estudiants                                        | Emilia Pérez | Guanyadora  | [ 62 ]                      |
| Premis AACTA                                                             | 7 de febrer de 2025    | Millor pel·lícula                                            | Emilia Pérez | Nominada    | [ 63 ]                      |
| Premis AACTA                                                             | 7 de febrer de 2025    | Millor director                                              | Jacques Audiard | Nominat     | [ 63 ]                      |
| Premis AACTA                                                             | 7 de febrer de 2025    | Millor actriu                                                | Karla Sofía Gascón | Nominada    | [ 63 ]                      |
| Premis AACTA                                                             | 7 de febrer de 2025    | Millor actriu secundària                                     | Zoe Saldaña | Guanyadora  | [ 63 ]                      |
| Premis de l'Associació de Crítics de Cinema Afroamericans                | 19 de febrer de 2025   | Les 10 millors pel·lícules de l'any                          | Emilia Pérez | 6è lloc     | [ 64 ]                      |
| Premis de l'Associació de Crítics de Cinema Afroamericans                | 19 de febrer de 2025   | Millor pel·lícula internacional                              | Emilia Pérez | Guanyador   | [ 64 ]                      |
| Alliance of Women Film Journalists                                       | Gener de 2025          | Millor pel·lícula                                            | Emilia Pérez | Nominada    | [ 65 ]                      |
| Alliance of Women Film Journalists                                       | Gener de 2025          | Millor director                                              | Jacques Audiard | Nominat     | [ 65 ]                      |
| Alliance of Women Film Journalists                                       | Gener de 2025          | Millor actriu                                                | Karla Sofía Gascón | Nominada    | [ 65 ]                      |
| Alliance of Women Film Journalists                                       | Gener de 2025          | Millor actriu secundària                                     | Zoe Saldaña | Nominada    | [ 65 ]                      |
| Alliance of Women Film Journalists                                       | Gener de 2025          | Millor guió adaptat                                          | Jacques Audiard, Thomas Bidegain & Lea Mysius                                                                               | Nominats    | [ 65 ]                      |
| Alliance of Women Film Journalists                                       | Gener de 2025          | Millor repartiment i director de càsting                     | Emilia Pérez | Nominada    | [ 65 ]                      |
| Alliance of Women Film Journalists                                       | Gener de 2025          | Millor muntatge                                              | Emilia Pérez | Guanyadora  | [ 65 ]                      |
| Alliance of Women Film Journalists                                       | Gener de 2025          | Millor pel·lícula internacional                              | Emilia Pérez | Nominada    | [ 65 ]                      |
| Alliance of Women Film Journalists                                       | Gener de 2025          | Enfocament femení d'EDA: millor actuació innovadora femenina | Karla Sofía Gascón | Nominada    | [ 65 ]                      |
| Premis de l'American Cinema Editors                                      | 18 de gener de 2025    | Millor pel·lícula editada (drama, teatre)                    | Juliette Welfling | Pendent     | [ 66 ]                      |
| American Cinematheque                                                    | 9 de gener de 2025     | Assoliment en coreografia                                    | Damien Jalet | Guanyador   | [ 67 ]                      |
| American Cinematheque                                                    | 9 de gener de 2025     | Assoliment en muntatge                                       | Juliette Welfling | Guanyador   | [ 67 ]                      |
| Premis de l'American Film Institute                                      | 10 de gener de 2025    | Les 10 millors pel·lícules                                   | Emilia Pérez | Guanyador   | [ 68 ]                      |
| Premis Artios                                                            | 12 de febrer de 2025   | Assoliment destacat en càsting – Llargmetratge internacional | Carla Hool, Susan Putnam | Guanyadores | [ 69 ]                      |
| Astra Film and Creative Arts Awards                                      | 8 de desembre de 2024  | Millor pel·lícula                                            | Emilia Pérez | Nominat     | [ 70 ]                      |
| Astra Film and Creative Arts Awards                                      | 8 de desembre de 2024  | Millor actriu                                                | Karla Sofía Gascón | Nominat     |                             |
| Astra Film and Creative Arts Awards                                      | 8 de desembre de 2024  | Millor actriu secundària                                     | Selena Gomez | Nominat     |                             |
| Astra Film and Creative Arts Awards                                      | 8 de desembre de 2024  | Millor actriu secundària                                     | Zoe Saldaña | Guanyador   |                             |
| Astra Film and Creative Arts Awards                                      | 8 de desembre de 2024  | Millor director                                              | Jacques Audiard | Nominat     |                             |
| Astra Film and Creative Arts Awards                                      | 8 de desembre de 2024  | Millor repartiment                                           | Emilia Pérez | Nominat     |                             |
| Astra Film and Creative Arts Awards                                      | 8 de desembre de 2024  | Millor pel·lícula internacional                              | Emilia Pérez | Guanyador   |                             |
| Astra Film and Creative Arts Awards                                      | 8 de desembre de 2024  | Premi Game Changer                                           | Karla Sofía Gascón | Guanyador   | [ 71 ]                      |
| Astra Film and Creative Arts Awards                                      | 8 de desembre de 2024  | Millor càsting                                               | Christel Baras i Carla Hool                                                                                                 | Nominat     | [ 70 ]                      |
| Astra Film and Creative Arts Awards                                      | 8 de desembre de 2024  | Millor banda sonora                                          | Clément Ducol i Camille | Guanyador   | [ 70 ]                      |
| Astra Film and Creative Arts Awards                                      | 8 de desembre de 2024  | Millor cançó original                                        | Camille, Clement Ducol, Jacques Audiard, Karla Sofía Gascón i Zoe Saldaña ("El Mal")                                        | Nominat     | [ 70 ]                      |
| Astra Film and Creative Arts Awards                                      | 8 de desembre de 2024  | Millor cançó original                                        | Camille, Clement Ducol i Selena Gomez ("Mi Camino")                                                                         | Guanyador   | [ 70 ]                      |
| Associació de Crítics de Cinema d'Austin                                 | 6 de gener de 2025     | Millor pel·lícula internacional                              | Emilia Pérez | Nominada    | [ 72 ]                      |
| Premis Black Reel                                                        | 10 de febrer de 2025   | Resultació secundària excepcional                            | Zoe Saldaña | Nominada    | [ 73 ]                      |
| Premis Black Reel                                                        | 10 de febrer de 2025   | pel·lícula estrangera destacada                              | Emilia Pérez | Nominada    | [ 73 ]                      |
| Premis Black Reel                                                        | 10 de febrer de 2025   | Cançó original destacada                                     | "El Mal" (Clément Ducol, Camille, and Jacques Audiard, songwriters; Zoe Saldaña, Karla Sofía Gascón, i Camille, performers) | Nominada    | [ 73 ]                      |
| Camerimage                                                               | 23 de novembre de 2024 | Granota Daurada                                              | Paul Guilhaume | Nominat     | [ 74 ]                      |
| Camerimage                                                               | 23 de novembre de 2024 | Granota de Bronze                                            | Paul Guilhaume | Guanyador   | [ 74 ]                      |
| Festival Internacional de Cinema de Canes                                | 25 de maig de 2024     | Palma d'Or                                                   | Jacques Audiard | Nominat     | [ 75 ]                      |
| Festival Internacional de Cinema de Canes                                | 25 de maig de 2024     | Premi del Jurat                                              | Jacques Audiard | Guanyador   | [ 76 ]                      |
| Festival Internacional de Cinema de Canes                                | 25 de maig de 2024     | Millor actriu                                                | Karla Sofía Gascón, Selena Gomez, Adriana Paz i Zoe Saldaña                                                                 | Guanyador   | [ 76 ]                      |
| Festival Internacional de Cinema de Canes                                | 25 de maig de 2024     | Palma Queer                                                  | Jacques Audiard | Nominat     | [ 77 ]                      |
| Festival Internacional de Cinema de Canes                                | 25 de maig de 2024     | Premi Cannes Soundtrack                                      | Clément Ducol i Camille | Guanyador   | [ 78 ]                      |
| Festival Internacional de Cinema de Capri Hollywood                      | 2 de gener de 2025     | Millor repartiment de conjunt                                | Karla Sofía Gascón, Zoe Saldaña, Selena Gomez i Adriana Paz                                                                 | Guanyador   | [ 79 ]                      |
| Celebration of Cinema and Television                                     | 22 d'octubre de 2024   | Premi Groundbreaker                                          | Zoe Saldaña | Guanyador   | [ 80 ]                      |
| Premis de l'Associació de Crítics de Cinema de Chicago                   | 12 de desembre de 2024 | Millor actriu de repartiment                                 | Zoe Saldaña | Nominat     | [ 81 ]                      |
| Premis de l'Associació de Crítics de Cinema de Chicago                   | 12 de desembre de 2024 | Millor pel·lícula en llengua estrangera                      | Emilia Pérez | Nominat     | [ 81 ]                      |
| Premis de l'Associació de Crítics de Cinema de Chicago                   | 12 de desembre de 2024 | Intèrpret més prometedor                                     | Karla Sofía Gascón | Nominat     | [ 81 ]                      |
| Associació de Crítics de Cinema de Columbus                              | 2 de gener de 2025     | Millor pel·lícula internacional                              | Emilia Pérez | Nominada    | [ 82 ]                      |
| Associació de Crítics de Cinema de Columbus                              | 2 de gener de 2025     | Millor actuació secundària                                   | Zoe Saldaña | Nominada    | [ 82 ]                      |
| Premis del Sindicat de Dissenyadors de Vestuari                          | 6 de febrer de 2025    | Excel·lència en pel·lícula contemporània                     | Virginie Montel | Nominada    | [ 83 ]                      |
| Premis de la Crítica Cinematogràfica                                     | 12 de gener de 2025    | Millor pel·lícula                                            | Emilia Pérez | Nominada    | [ 84 ]                      |
| Premis de la Crítica Cinematogràfica                                     | 12 de gener de 2025    | Millor director                                              | Jacques Audiard | Nominat     | [ 84 ]                      |
| Premis de la Crítica Cinematogràfica                                     | 12 de gener de 2025    | Millor actriu                                                | Karla Sofía Gascón | Nominada    | [ 84 ]                      |
| Premis de la Crítica Cinematogràfica                                     | 12 de gener de 2025    | Millor actriu de repartiment                                 | Zoe Saldaña | Guanyadora  | [ 84 ]                      |
| Premis de la Crítica Cinematogràfica                                     | 12 de gener de 2025    | Millor conjunt d'actuació                                    | Emilia Pérez | Nominada    | [ 84 ]                      |
| Premis de la Crítica Cinematogràfica                                     | 12 de gener de 2025    | Millor guió adaptat                                          | Jacques Audiard | Nominat     | [ 84 ]                      |
| Premis de la Crítica Cinematogràfica                                     | 12 de gener de 2025    | Pel·lícula en llengua estrangera                             | Emilia Pérez | Guanyadora  | [ 84 ]                      |
| Premis de la Crítica Cinematogràfica                                     | 12 de gener de 2025    | Millor banda sonora                                          | Camille and Clément Ducol                                                                                                   | Nominada    | [ 84 ]                      |
| Premis de la Crítica Cinematogràfica                                     | 12 de gener de 2025    | Millor cançó                                                 | "El Mal" (Clément Ducol, Camille, i Jacques Audiard, autors; Zoe Saldaña, Karla Sofía Gascón, i Camille, cantants)          | Guanyadora  | [ 84 ]                      |
| Premis de la Crítica Cinematogràfica                                     | 12 de gener de 2025    | Millor cançó                                                 | "Mi Camino" (Clément Ducol i Camille, autors; Selena Gomez, cantant)                                                        | Nominada    | [ 84 ]                      |
| Premis de l'Associació de Crítics de Cinema de Dallas–Fort Worth         | 18 de desembre de 2024 | Millor pel·lícula en llengua estrangera                      | Emilia Pérez | Subcampió   | [ 85 ]                      |
| Premis de l'Associació de Crítics de Cinema de Dallas–Fort Worth         | 18 de desembre de 2024 | Millor actriu                                                | Karla Sofía Gascón | 3rlloc      | [ 85 ]                      |
| Premis de l'Associació de Crítics de Cinema de Dallas–Fort Worth         | 18 de desembre de 2024 | Millor actriu secundària                                     | Zoe Saldaña | Guanyador   | [ 85 ]                      |
| Festival de Cinema de Denver                                             | 10 de novembre de 2024 | Premi Perla Rara                                             | Jacques Audiard | Guanyador   | [ 86 ]                      |
| Premis del Cercle de Crítics de Cinema de Dublín                         | 19 de desembre de 2024 | Millor pel·lícula                                            | Emilia Pérez | 6è lloc     | [ 87 ]                      |
| Premis del Cercle de Crítics de Cinema de Dublín                         | 19 de desembre de 2024 | Millor actriu                                                | Karla Sofía Gascón | 3rd Place   | [ 87 ]                      |
| Elle's Women in Hollywood Celebration                                    | 19 de novembre de 2024 | The Risk Takers                                              | Karla Sofía Gascón, Selena Gomez i Zoe Saldaña                                                                              | Guanyador   | [ 88 ]                      |
| Premis del Cinema Europeu                                                | 7 de desembre de 2024  | Millor pel·lícula                                            | Emilia Pérez | Guanyador   | [ 89 ] [ 90 ] [ 91 ] [ 92 ] |
| Premis del Cinema Europeu                                                | 7 de desembre de 2024  | Director europeu                                             | Jacques Audiard | Guanyador   | [ 89 ] [ 90 ] [ 91 ] [ 92 ] |
| Premis del Cinema Europeu                                                | 7 de desembre de 2024  | Guionista europeu                                            | Jacques Audiard | Guanyador   | [ 89 ] [ 90 ] [ 91 ] [ 92 ] |
| Premis del Cinema Europeu                                                | 7 de desembre de 2024  | Actriu Europea                                               | Karla Sofía Gascón | Guanyador   | [ 89 ] [ 90 ] [ 91 ] [ 92 ] |
| Premis del Cinema Europeu                                                | 7 de desembre de 2024  | Editor Europeu                                               | Juliette Welfling | Guanyador   | [ 89 ] [ 90 ] [ 91 ] [ 92 ] |
| Cercle de Crítics de Cinema de Florida                                   | 20 de desembre de 2024 | Millor actriu secundària                                     | Zoe Saldaña | Guanyador   | [ 93 ]                      |
| Cercle de Crítics de Cinema de Florida                                   | 20 de desembre de 2024 | Millor pel·lícula internacional                              | Emilia Pérez | Nominat     | [ 93 ]                      |
| Premis de l'Associació de Crítics de Cinema de Geòrgia                   | 7 de gener de 2025     | Millor actriu secundària                                     | Zoe Saldaña | Nominada    | [ 94 ]                      |
| Premis de l'Associació de Crítics de Cinema de Geòrgia                   | 7 de gener de 2025     | Millor cançó original                                        | El Mal | Nominada    | [ 94 ]                      |
| Glamour Spain Women of the Year Awards                                   | 27 de novembre de 2024 | Actriu internacional                                         | Karla Sofía Gascón | Guanyador   | [ 95 ]                      |
| Premis Globus d'Or                                                       | 5 de gener de 2025     | Millor Pel·lícula - Musical o Comèdia                        | Emilia Pérez | Guanyadora  | [ 96 ]                      |
| Premis Globus d'Or                                                       | 5 de gener de 2025     | Millor pel·lícula de parla no anglesa                        | Emilia Pérez | Guanyadora  | [ 96 ]                      |
| Premis Globus d'Or                                                       | 5 de gener de 2025     | Millor actriu musical o còmica                               | Karla Sofía Gascón | Nominada    | [ 96 ]                      |
| Premis Globus d'Or                                                       | 5 de gener de 2025     | Millor actriu secundària                                     | Selena Gomez | Nominada    | [ 96 ]                      |
| Premis Globus d'Or                                                       | 5 de gener de 2025     | Millor actriu secundària                                     | Zoe Saldaña | Guanyadora  | [ 96 ]                      |
| Premis Globus d'Or                                                       | 5 de gener de 2025     | Millor director                                              | Jacques Audiard | Nominada    | [ 96 ]                      |
| Premis Globus d'Or                                                       | 5 de gener de 2025     | Millor guió                                                  | Jacques Audiard | Nominada    | [ 96 ]                      |
| Premis Globus d'Or                                                       | 5 de gener de 2025     | Millor banda sonora                                          | Camille i Clément Ducol | Nominada    | [ 96 ]                      |
| Premis Globus d'Or                                                       | 5 de gener de 2025     | Millor cançó original                                        | Camille, Clément Ducol i Jacques Audiard ("El Mal")                                                                         | Guanyadora  | [ 96 ]                      |
| Premis Globus d'Or                                                       | 5 de gener de 2025     | Millor cançó original                                        | Camille i Clément Ducol ("Mi Camino")                                                                                       | Nominada    | [ 96 ]                      |
| Premis Goya                                                              | 8 de febrer de 2025    | Millor pel·lícula europea                                    | Emilia Pérez | Guanyadora  | [ 97 ]                      |
| Premis Lumières                                                          | 20 de gener de 2025    | Millor pel·lícula                                            | Emilia Pérez | Guanyadora  | [ 98 ]                      |
| Premis Lumières                                                          | 20 de gener de 2025    | Millor director                                              | Jacques Audiard | Guanyador   | [ 98 ]                      |
| Premis Lumières                                                          | 20 de gener de 2025    | Millor actriu                                                | Karla Sofía Gascón | Guanyadora  | [ 98 ]                      |
| Premis Lumières                                                          | 20 de gener de 2025    | Millor guió                                                  | Jacques Audiard | Guanyador   | [ 98 ]                      |
| Premis Lumières                                                          | 20 de gener de 2025    | Millor fotografia                                            | Paul Guilhaume | Nominat     | [ 98 ]                      |
| Premis Lumières                                                          | 20 de gener de 2025    | Millor banda sonora                                          | Camille i Clément Ducol | Guanyadors  | [ 98 ]                      |
| Festival de Cinema de Middleburg                                         | 20 d’octubre de 2024   | Spotlight Actor Award                                        | Zoe Saldaña | Guanyador   | [ 99 ]                      |
| Festival de Cinema de Middleburg                                         | 20 d’octubre de 2024   | Premi Especial Assoliment en Música                          | Camille i Clément Ducol | Guanyador   | [ 100 ]                     |
| Festival Internacional de Cinema de Palm Springs                         | 3 de gener de 2025     | Vanguard Award                                               | Jacques Audiard, Karla Sofía Gascón, Selena Gomez, Édgar Ramírez and Zoe Saldaña                                            | Guanyador   | [ 101 ]                     |
| Festival Internacional de Cinema de Palm Springs                         | 3 de gener de 2025     | Premi FIPRESCI millor actriu secundària                      | Zoe Saldaña | Guanyadora  | [ 102 ]                     |
| Festival Internacional de Cinema de Sant Sebastià                        | 28 de setembre de 2024 | Premi Sebastiane                                             | Emilia Pérez | Nominat     | [ 103 ]                     |
| Festival Internacional de Cinema de Sant Sebastià                        | 28 de setembre de 2024 | Premi del Públic                                             | Emilia Pérez | Nominat     | [ 104 ]                     |
| Festival Internacional de Cinema de Santa Bàrbara                        | 15 de febrer de 2025   | American Riviera Award                                       | Zoe Saldaña | Guanyador   | [ 105 ]                     |
| Festival Internacional de Cinema de Santa Bàrbara                        | 15 de febrer de 2025   | Virtuoso Award                                               | Karla Sofía Gascón | Guanyador   | [ 106 ]                     |
| Festival Internacional de Cinema de Santa Bàrbara                        | 15 de febrer de 2025   | Virtuoso Award                                               | Selena Gomez | Guanyador   | [ 106 ]                     |
| Premis Satellite                                                         | 26 de g ener 2025      | Millor actriu                                                | Karla Sofía Gascón | Nominada    | [ 107 ]                     |
| Premis Satellite                                                         | 26 de g ener 2025      | Millor actriu secundària                                     | Zoe Saldaña | Nominada    | [ 107 ]                     |
| Premis Satellite                                                         | 26 de g ener 2025      | Millor guió adaptat                                          | Jacques Audiard | Nominat     | [ 107 ]                     |
| Premis Satellite                                                         | 26 de g ener 2025      | Millor muntatge                                              | Juliette Welfling | Nominada    | [ 107 ]                     |
| Premis Satellite                                                         | 26 de g ener 2025      | Millor cançó original                                        | "Mi Camino" | Guanyadora  | [ 107 ]                     |
| Premis Satellite                                                         | 26 de g ener 2025      | Millor cançó original                                        | "El Mal" | Nominada    | [ 107 ]                     |
| Premis Satellite                                                         | 26 de g ener 2025      | Millor banda sonora                                          | Clément Ducol, Camille | Guanyadors  | [ 107 ]                     |
| Premis Satellite                                                         | 26 de g ener 2025      | Millor so                                                    | Emilia Pérez | Nominada    | [ 107 ]                     |
| Festival de Cinema Europeu de Sevilla                                    | 16 de novembre de 2024 | Premi Puerta Amèrica                                         | Emilia Pérez | Nominat     | [ 108 ]                     |
| Festival Internacional de Cinema d'Estocolm                              | 19 de novembre de 2024 | Premi FIPRESCI                                               | Emilia Pérez | Guanyador   | [ 109 ] [ 110 ]             |
| Festival Internacional de Cinema d'Estocolm                              | 19 de novembre de 2024 | Premi del Públic                                             | Emilia Pérez | Guanyador   | [ 109 ] [ 110 ]             |
| Festival Internacional de Cinema de Toronto                              | 15 de setembre de 2024 | TIFF Variety Artesan Award                                   | Clément Ducol and Camille                                                                                                   | Guanyador   | [ 111 ]                     |
| Festival Internacional de Cinema de Toronto                              | 15 de setembre de 2024 | Premi del Públic                                             | Emilia Pérez | Subcampió   | [ 112 ]                     |
| Premis de l'Associació de Crítics de Cinema de l'Àrea de Washington D.C. | 8 de desembre de 2024  | Millor actriu                                                | Karla Sofía Gascón | Nominat     | [ 113 ]                     |
| Premis de l'Associació de Crítics de Cinema de l'Àrea de Washington D.C. | 8 de desembre de 2024  | Millor actriu secundària                                     | Zoe Saldaña | Nominat     | [ 113 ]                     |
| Premis de l'Associació de Crítics de Cinema de l'Àrea de Washington D.C. | 8 de desembre de 2024  | Millor pel·lícula internacional                              | Emilia Pérez | Guanyador   | [ 113 ]                     |